# 亨利·科南·贝迪埃
亨利·科南·贝迪埃（1934年5月5日—2023年8月1日），科特迪瓦政治家，科特迪瓦民主党主席，曾于1993至1999年间担任科特迪瓦总统。科特迪瓦第一任总统费利克斯·乌弗埃-博瓦尼在1993年12月逝世后，当时身为国民议会议长的贝迪埃继任总统。在任期间，贝迪埃促进了国家的稳定，但同时也被指高压打击政敌及贪污。 在1995年科特迪瓦总统选举，前总理阿拉萨纳·瓦塔拉（Alassane Ouattara）被禁止参选，各主要反对党杯葛选举，贝迪瓦遂以96%的得票率连任总统。1999年12月，前总参谋长罗贝尔·盖伊（Robert Guéï）发动军事政变，贝迪埃被推翻。 同月，贝迪埃以82.5%的得票率当选科特迪瓦民主党主席。2007年5月，他表示将会代表科特迪瓦民主党参加预期于2008年举行的下一届总统选举。